# 工藤嶺
工藤 嶺（くどう れい、1985年11月12日 - ）は、日本のベーシスト、作曲家、編曲家。静岡県出身。F.M.F所属。

## 来歴
17歳のとき、友人の影響でベースを始める。音楽専門学校に在学中から、ライブサポートやレコーディングに携わり、プロ活動を開始。卒業後はDTMによる楽曲制作も始める。F.M.F関連の作品のベースを数多くプレイしている。
2013年から2015年まではLUV K RAFTのメンバーとしても活動していた。

## アニメ作品関連 ベース参加曲(順不同)
- だがしかし
  - EDテーマ Hey! カロリーQueen
- この素晴らしい世界に祝福を!
  - OPテーマ fantastic dreamer
- 進撃!巨人中学校
  - EDテーマ 反撃の大地
- けいおん!
  - OP Cagayake!GIRLS
- けいおん!!
  - OP1 GO!GO! MANIAC
  - OP2 Utauyo!!MIRACLE
- 映画けいおん!
  - テーマソング Unmei♪wa♪Endless!

その他参加作品多数

## 関連アーティスト(順不同)
- でんぱ組.inc
  - 3rd配信シングル 破! to the Future
- 虹のコンキスタドール
  - 4thシングルT 戦場の聖バレンタイン,Magic The Labylinth
- 内田真礼
  - 1stアルバム PENKI #1,#2,#13
- 寺島拓篤
  - 1stアルバム NEW GAME #2 Architect（作編曲）
  - 1stシングル magic words #2 FAKE（作編曲）
  - 2ndシングル スターテイル（作編曲）
  - 3rdシングル SCARLET SIGN #3 a blank map（作編曲）
  - 3rdアルバム REBOOT #2 evolve, #4 life goes on（作編曲）
  - 7thシングル ID #3 WHAT A WONDERFUL WORLD！（編曲）